# Shackleton (cráter)

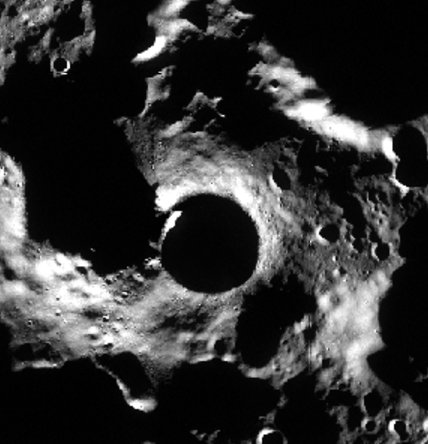
Imagen LRO

Shackleton es un cráter de impacto que se encuentra en el polo sur de la Luna. Los picos situados en el borde del cráter están expuestos a la luz solar de forma casi continua, mientras que su interior permanece perpetuamente a la sombra (un cráter de oscuridad eterna). El interior de este cráter, debido a su baja temperatura, funciona como una trampa fría que puede capturar y congelar sustancias volátiles arrojadas durante los impactos de aerolitos sobre la Luna.
|  |  |

El eje de rotación de la Luna se encuentra dentro de Shackleton, a pocos kilómetros de su centro. El cráter tiene 21 km de diámetro y 4,2 km de profundidad. Desde la Tierra, se ve el límite de una región de terreno áspero, repleta de cráteres. Se encuentra en un macizo situado dentro de la Cuenca Aitken. El borde está ligeramente levantado alrededor de la superficie circundante y tiene una muralla exterior que solo ha sido ligeramente erosionada por otros impactos. No hay cráteres significativos que intercepten su borde, y está desplazado alrededor de 1,5° hacia la dirección 50-90° de la Tierra. La edad del cráter es de alrededor de 3600 millones de años, y ha estado en la proximidad del polo sur lunar por lo menos durante los últimos 2000 millones de años.
Las mediciones realizadas por la nave espacial Lunar Prospector mostraron cantidades de hidrógeno más altas que las habituales dentro del cráter, lo que puede indicar la presencia de hielo de agua. El cráter lleva el nombre del explorador Ernest Shackleton, famoso por su expedición a la Antártida a bordo del barco Endurance, entre 1914 y 1916.

## Candidato para una colonia humana
El eje de rotación de la Luna es sensiblemente paralelo a su eje de traslación, con tan solo 5º de inclinación, lo que provoca que en las zonas polares existan zonas expuestas a la luz solar de forma permanente o casi permanente. Estas zonas se denominan pico de luz eterna, y son de gran importancia para futuros asentamientos humanos. Los picos que bordean el cráter Shackleton están próximos a tener iluminación permanente, con exposiciones solares superiores al 80%. Por este motivo, el cráter Shackleton es uno de los asentamientos más probables para una futura base lunar.
El cráter ha sido sobrevolado por las sondas Clementine (1994), Lunar Prospector (1998) y SELENE (2004). Así mismo, el 9 de octubre de 2009, se lanzó la sonda LCROSS contra la superficie interior del cráter, de forma que la nave portadora LRO pudo analizar el espectro de los gases desprendidos tras el impacto, detectando la posible presencia de agua (véase agua lunar).
Por los mismos motivos, también existen zonas de oscuridad permanente en el fondo del cráter. Eso permitiría que el contenido de cualquier asteroide que hubiese impactado en esa superficie hubiese quedado inalterado, permitiendo la hipotética existencia de agua. Por el momento hay constancia de la existencia de hidrógeno, pero no se ha encontrado agua.

## Referencias

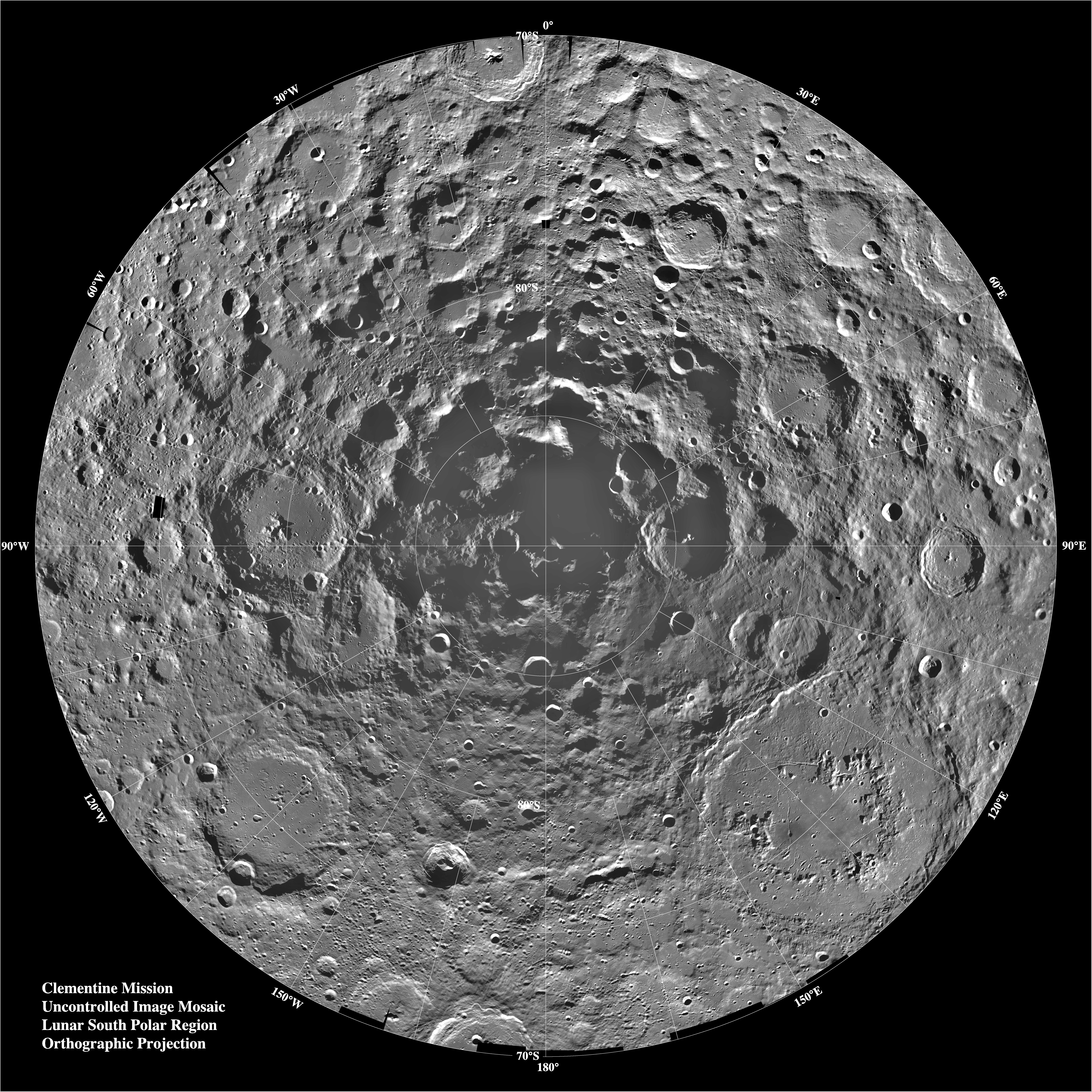
Imagen del polo sur lunar tomada desde la sonda Clementine en 1994.